# زنان در مالی

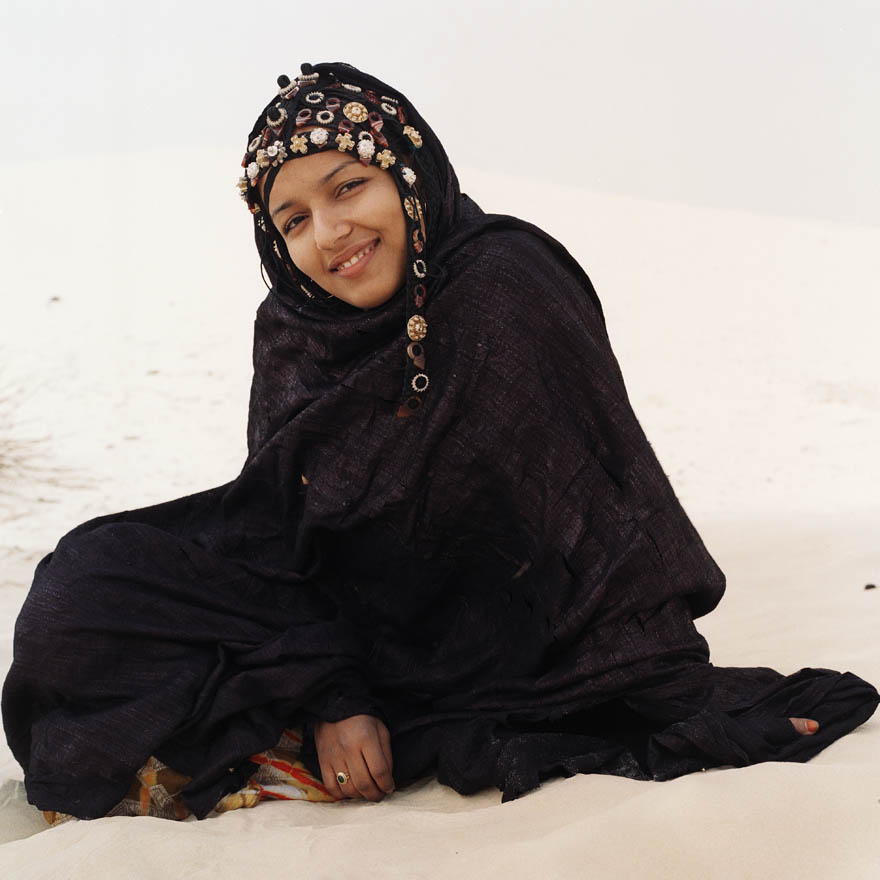
یک زن طوارقی در شمال مالی، سال ۲۰۰۷.

موقعیت و نقش‌های اجتماعی زنان در مالی با تأثیر متقابل پیچیده سنت‌های گوناگون در جوامع قومی، ظهور و سقوط ایالت‌های بزرگ ساحلی، حکومت استعماری فرانسه، استقلال، شهرنشینی و درگیری‌ها و پیشرفت‌های پسااستعماری شکل گرفته‌است. زنان مالی تنها کمتر از نیمی از جمعیت مالی را تشکیل می‌دهند، اما همیشه برای ساختار اقتصادی و اجتماعی این جامعه عمدتاً روستایی و کشاورزی بسیار مهم بوده‌اند.

## پیشینه فرهنگی
مالی یک کشور محصور در خشکی در غرب آفریقا است. این کشور در سال ۱۹۶۰ از فرانسه استقلال یافت. مناقشه شمال مالی این کشور را بی‌ثبات کرده‌است. مالی بیش از ۱۸ میلیون نفر جمعیت دارد و از نظر قومی از گروه‌های زیر تشکیل شده‌است: بامبارا ۳۴٫۱ درصد، فولانی ۱۴٫۷ درصد، ساراکوله ۱۰٫۸ درصد، سنوفو ۱۰٫۵ درصد، دوگون ۸٫۹ درصد، مالینک ۸٫۷ درصد، بوبو ۲٫۹ درصد. سونگهای ۱٫۶٪، توارگ ۰٫۹٪، سایر مالیا ۶٫۱٪، از اعضای جامعه اقتصادی کشورهای غرب آفریقا ۰٫۳٪ و سایر گروه‌ها ۰٫۴٪. اکثریت قریب به اتفاق مردم مالی از اسلام پیروی می‌کنند. در این کشور شهرنشینی ۴۲٫۴ درصد است و نرخ باروری تقریباً ۶ فرزند متولد/زن است که یکی از بالاترین نرخ‌ها در جهان است.

## تحصیلات

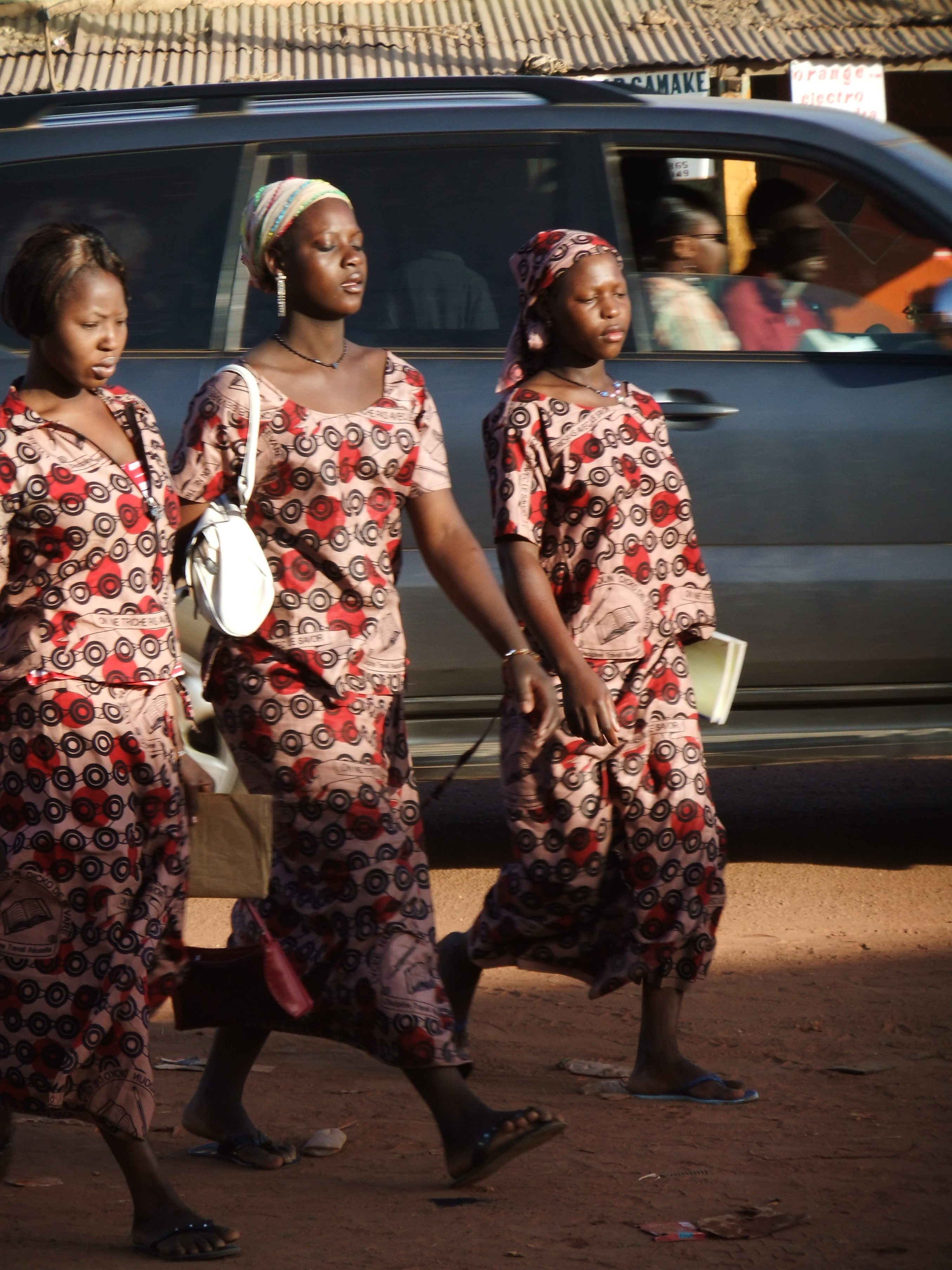
دختران مالی که به مدرسه می‌روند

تحصیل در مالی از شش تا ۱۵ سالگی اجباری است. با این حال، بسیاری از کودکان دختر به مدرسه نمی‌روند و به دلیل عواملی مانند فقر، ترجیحات اجتماعی به تحصیل پسران، ازدواج کودکان و آزار جنسی، ثبت نام دختران کمتر از پسران در همه سطوح است. نرخ باسوادی زنان (۱۵ سال و بالاتر) به‌طور قابل توجهی کمتر از مردان است: زن ۲۲٫۲ درصد، در مقایسه با مردان ۴۵٫۱ درصد (۲۰۱۵ ارزیابی شده).

## مراقبت‌های بهداشتی

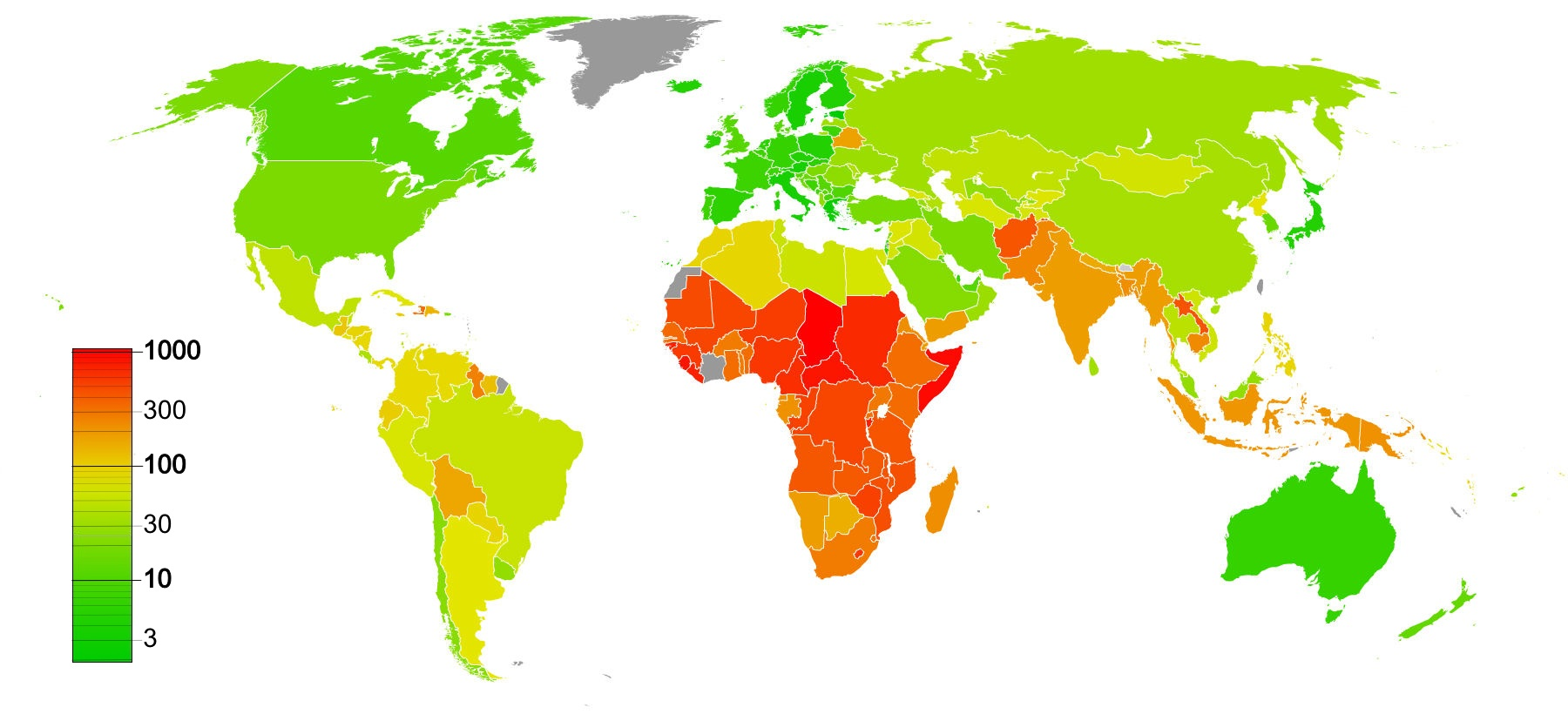
نقشه مرگ و میر مادران، ۲۰۱۲

نرخ مرگ و میر نوزادان، زیر ۱ سال، در سال ۲۰۱۳

مالی یکی از فقیرترین کشورهای جهان است و به شدت تحت تأثیر وضعیت بهداشتی و بهداشت نامناسب قرار دارد. سلامت زنان به طور منفی تحت تأثیر قرار می‌گیرد، اگرچه دولت مراقبت‌های پزشکی یارانه ای را به کودکان و همچنین بزرگسالان هر دو جنس ارائه می‌دهد. با این وجود قانون اساسی مالی حق سلامتی را تضمین کرده‌است. خط مشی مراقبت‌های بهداشتی مبتنی بر مشارکت جامعه، بازیابی هزینه‌ها و در دسترس بودن داروهای ضروری است و توسط وزارت بهداشت تدوین شده و توسط اداره بهداشت ملی اجرا می‌شود.

## ازدواج

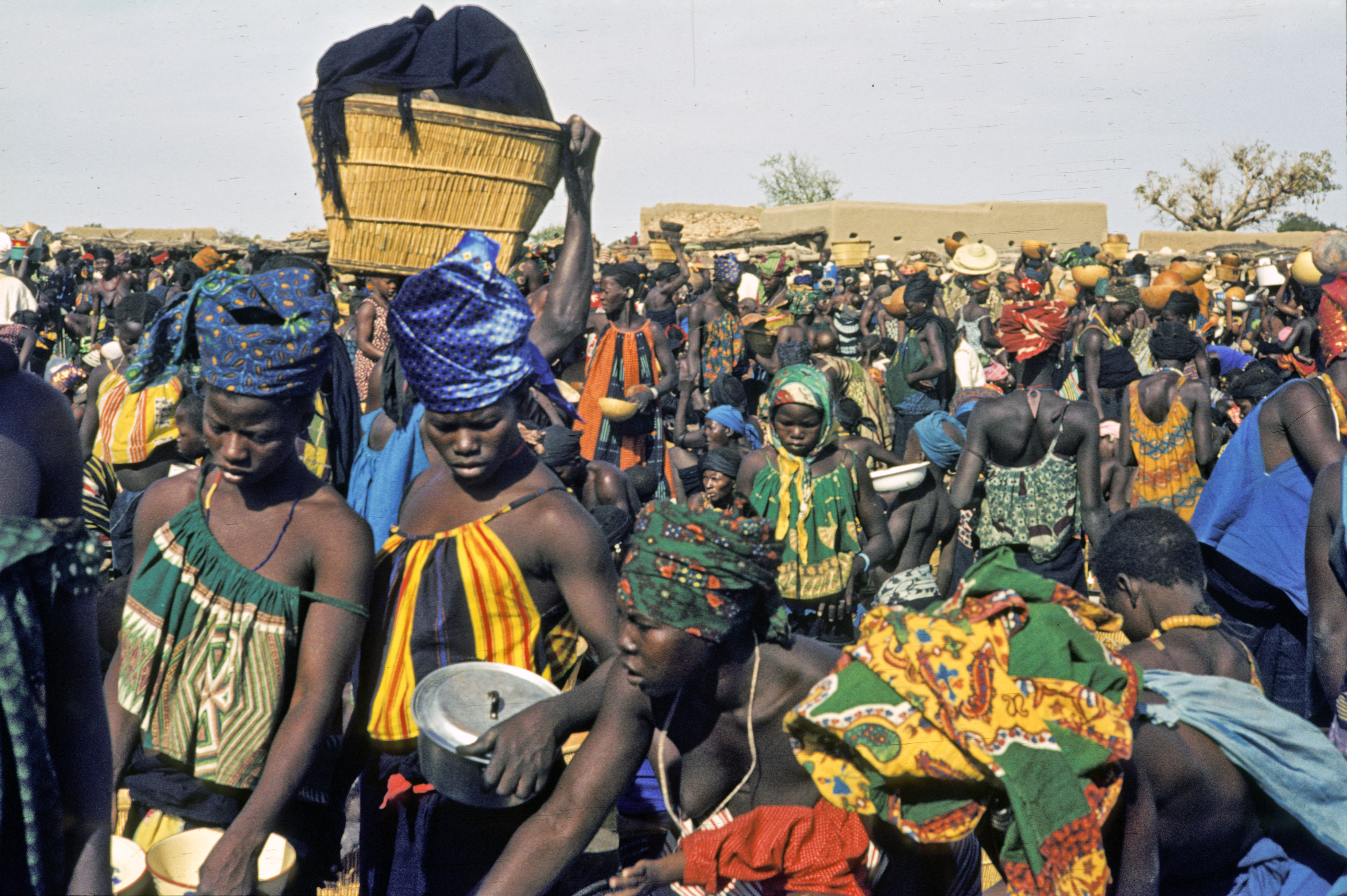
زنان در بازار روستایی در مالی.

ازدواج کودکان در مالی رایج است که ناشی از قوانین ضعیف و عدم اجرای قوانین موجود می‌باشد. در این کشور حداقل سن ازدواج بدون رضایت والدین برای دختران ۱۶ سال و برای پسران ۱۸ سال است. در صورت تاییدیک قاضی دیوان‌های حقوقی در مالی، دختر ۱۵ ساله می‌تواند با رضایت والدین ازدواج کند.

### قانون خانواده
زنان به ویژه در مورد طلاق و ارث از جایگاه و حقوق برابری برخوردار نیستند. قانون تعدد زوجات را مجاز می‌داند. زنان قانوناً موظف به اطاعت از شوهران خود هستند و به ویژه در موارد طلاق، حضانت فرزند و ارث آسیب‌پذیر تلقی می‌شوند. حتی حقوق محدودی که زنان دارند اغلب به دلیل عدم آموزش و اطلاعات و همچنین دیدگاه‌های فرهنگی که زنان را پست‌تر می‌دانند، اجرا نمی‌شود. بر اساس این قانون، وزارت حمایت از زنان، خانواده و اطفال مسئول تأمین حقوق قانونی زنان است.

## حقوق زنان بر اساس قانون

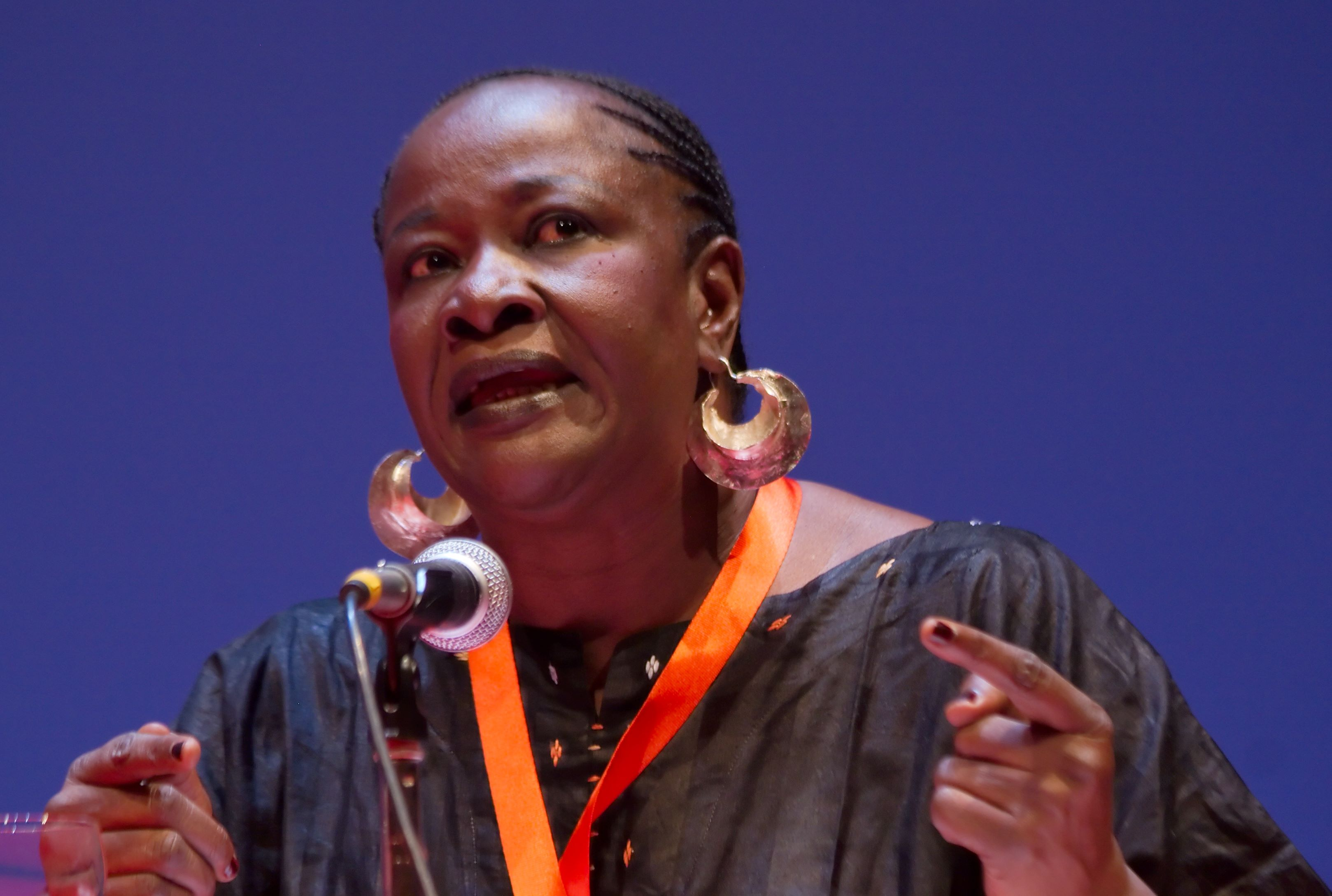
آمیناتا ترائوره، سیاستمدار، نویسنده و فعال برجسته مالی.

مشکلات معاصری که زنان در مالی با آن مواجه هستند عبارتند از میزان بالای خشونت علیه زنان، ازدواج کودکان و ختنه زنان. ماده ۲ قانون اساسی مالی می‌گوید: «تمامی مردم مالی آزاد به دنیا می‌آیند و آزاد زندگی می‌کنند و در حقوق و وظایف خود برابر هستند. هر گونه تبعیض بر اساس منشأ اجتماعی، رنگ، زبان، نژاد، جنسیت، مذهب یا عقاید سیاسی ممنوع است.

### ختنه زنان
ختنه زنان (FGM) به ویژه در مناطق روستایی در مالی رایج است و در دختران بین شش ماه تا شش سال انجام می‌شود. تخمین زده می‌شود که حدود ۷۵ درصد از دختران تا سن ۱۴ سالگی و ۸۹ درصد از زنان ۱۵ تا ۴۹ ساله ختنه شده‌اند. دختران اغلب در سنین ۱۳ تا ۱۵ سالگی ازدواج می‌کنند، بنابراین ختنه زنان قبل از این سن انجام می‌شود. دولت مالی یک طرح دو مرحله‌ای را برای حذف ختنه زنان در ابتدا تا سال ۲۰۰۸ اجرا کرده‌است. به گفته سازمان‌های حقوق بشر محلی که با ختنه زنان مبارزه می‌کنند، مرحله آموزشی در شهرها ادامه دارد و گزارش شده‌است که ختنه جنسی در بین فرزندان والدین تحصیل‌کرده به میزان قابل توجهی کاهش یافته‌است. در همین راستا، کمیته ملی خشونت علیه زنان، همه سازمان‌های غیردولتی مبارزه با ختنه زنان را به هم مرتبط کرده‌است. مالی یکی از بالاترین نرخ‌های ختنه زنان در جهان را دارد، تا حدی که حمایت مداومی از جانب اهالی سنتی مالی برای این عمل صورت گرفته‌است و تنها ۲۰ درصد از زنان مالی و ۲۱ درصد از مردان فکر می‌کنند این عمل باید پایان یابد.

### برده داری
در سال ۲۰۰۸، گروه حقوق بشر Temedt مستقر در طوارق، همراه با کمیته بین‌المللی ضد برده داری، گزارش دادند که «چند هزار» برده‌داری و به برده‌گیری در کشور مالی و خصوصاً منطقه طوارق رخ داده‌است.

## زنان در سیاست
سیدیبه آمیناتا دیالو، استاد دانشگاه باماکو، رهبر حزب سیاسی جنبش برای آموزش محیط زیست و توسعه پایدار است و در سال ۲۰۰۷ اولین زنی شد که به عنوان یکی از هشت نامزد ریاست جمهوری مالی در انتخابات ریاست جمهوری آوریل ۲۰۰۷ نامزد شد. دیالو بیش از ۱۲۰۰۰ رای در انتخابات به دست آورد که ۰٫۵۵ درصد از کل رای‌های این انتخابات بود.